# Las florecillas de San Francisco
I fioretti di san Francesco o Las florecillas de san Francisco es una obra hagiográfica anónima del siglo XIV que narra la vida y milagros de San Francisco de Asís y de sus primeros compañeros franciscanos, y la evolución y división de la Orden Franciscana durante sus primeros cien años. 
La mayor parte de su material proviene de fuentes orales sobre el santo y su entorno, que fueron reunidas por un fraile de las Marcas, Ugolino Brunforte, ayudado por otros. Las escribieron en latín con el título de Actus Beati Francisci et sociorum eius entre 1327 y 1337, y consta de cincuenta y tres capítulos.
En pleno siglo XIV, cuando el latín vulgar había recibido con Dante Alighieri su bautismo literario en forma de toscano, otro fraile desconocido, quizá el florentino Giovanni dei Marignolli, seleccionó veinticuatro capítulos que juzgó los más hermosos y edificantes y los retocó y amplió con otras tradiciones, a veces más antiguas o que conocía directamente (especialmente en el episodio referido a los estigmas, casi de su propia mano: el llamado Trattato delle stimate) traduciéndolos al toscano con el título de Florecillas, ya que un floretum era en la Edad Media una antología o selección de los mejores pasajes de una obra. Probablemente otro autor o el mismo completó la obra traduciendo los demás capítulos de los Actus. Han sobrevivido dos códices manuscritos de la obra, además de la editio princeps (Vicenza, 1476). La obra se volvió muy popular en todo el mundo.
El estilo destaca por su carácter sencillo y el encanto y pureza de su ingenuo primitivismo, y transmite perfectamente la personalidad del Santo y su mensaje de amor por la naturaleza y todas sus criaturas. Las Florecillas, apreciadas no solo por los religiosos cristianos sino por los lingüistas y sobre todo por los puristas del siglo XIX, fueron valoradas también por los extranjeros (Joseph Görres, Frédéric Ozanam, Ernest Renan, Paul Sabatier y Johannes Joergensen).

## En las artes
Las representaciones iconográficas de algunas fioretti - particularmente la historia de la "conversión" del lobo de Gubbio o el sermón a los pájaros - son innumerables: vitrales, estatuas, cuadros, grabados, dibujos...
Francesco, giullare di Dio (1950) es un filme italiano realizado por el director neorrealista Roberto Rossellini. Los episodios escogidos subrayan la vida de simplicidad y fraternidad que vivían San Francisco y sus primeros compañeros.